# Solheim Cup 2007
Navigation
2005 2009
La Solheim Cup 2007 est la dixième édition de la Solheim Cup et s'est déroulée du 14 au 16 septembre sur le golf Halmstad Golfklubb à Halmstad en Suède.
L'équipe des États-Unis remporte le match par 16 à 12.

## Les équipes
Les critères de sélection sont différents pour les deux équipes. 
- Pour l'Europe, les cinq premières du classement du Mérite Européen sont qualifiées. Puis, sont également qualifiées les quatre meilleures joueuses européennes au classement mondial qui ne figurent pas dans la première liste. Enfin les trois dernières places sont déterminées par le choix de la capitaine.

- Pour les États-Unis, les dix premières américaines au classement mondial sont qualifiées. Elles sont rejointes par deux choix de la capitaine.

| Europe - Capitaine : - Helen Alfredsson - Joueuses : - Gwladys Nocera France - Trish Johnson Angleterre - Bettina Hauert Allemagne - Laura Davies Angleterre - Becky Brewerton Pays de Galles - Annika Sorenstam Suède - Suzann Pettersen Norvège - Catriona Matthew Écosse - Sophie Gustafson Suède - Maria Hjorth Suède - Iben Tinning Danemark - Linda Wessberg Suède | États-Unis - Capitaine : - Betsy King - Joueuses : - Paula Creamer - Cristie Kerr - Morgan Pressel - Juli Inkster - Stacy Prammanasudh - Pat Hurst - Natalie Gulbis - Brittany Lincicome - Angela Stanford - Sherri Steinhauer - Nicole Castrale - Laura Diaz |

## Compétition

### Vendredi 14 septembre

#### Foursomes
Gustafson/Pettersen - Kerr/Hurst : égalité
Sorenstam/Matthew - Diaz/Steinhauer :  4 et 2
Davies/Brewerton - Inkster/Creamer :  2 et 1
Nocera/Hjorth - Gulbis/Pressel :  3 et 2

#### 4 balles meilleure balle
Matthew/Tinning - Hurst/Lincicome :  4 et 2
Sorenstam/Hjorth - Stanford/Prammanasudh : égalité
Gustafson/Nocera - Castrale/Kerr :  3 et 2
Johnson/Davies - Creamer/Pressel : égalité

### Samedi 15 septembre

#### Foursomes
Nocera/Hjorth - Diaz/Steinhauer : égalité
Pettersen/Gustafson - Inkster/Creamer : égalité
Tinning/Hauert - Hurst/Stanford :  4 et 2
Sörenstam/Matthew - Castrale/Kerr : Gulbis/Pressel :  1 up

#### 4 balles meilleure balle*
Wessberg/Hjorth - Creamer/Lincicome : égalité
Johnson/Tinning - Inkster/Prammanasudh : égalité
Brewerton/Davies - Gulbis/Castrale :  2 up
Sörenstam/Pettersen - Kerr/Pressel :  3 et 2
* Les 4 balles n'ont pu se terminer le samedi soir avant la tombée de la nuit. La fin de ceux-ci a été jouée le dimanche matin avant le départ des simples.

### Dimanche 16 septembre

#### Simples
Catriona Matthew - Laura Diaz :  3 et 2
Sophie Gustafson - Pat Hurst :  2 et 1
Suzann Pettersen - Stacy Prammanasudh :  2 up
Iben Tinning - Juli Inkster :  4 et 3
Becky Brewerton - Sherri Steinhauer : égalité
Trish Johnson - Angela Stanford :  3 et 2
Annika Sörenstam - Morgan Pressel :  2 et 1
Laura Davies - Brittany Lincicome :  4 et 3
Bettina Hauert - Nicole Castrale :  3 et 2
Maria Hjorth - Paula Creamer :  2 et 1
Linda Wessberg - Cristie Kerr :  1 up
Gwladys Nocera - Natalie Gulbis :  4 et 3